# Hôpital de la Chana
L'Hôpital de la Chana, dit aussi hôpital de la Chanal, est un ancien établissement hospitalier lyonnais né au Moyen Âge et actif jusqu'à la Révolution française. L'établissement était situé au niveau de la Montée de la Chana.

## Histoire
Le premier établissement est un couvent placé sous la règle de Saint Augustin, qui recueille les filles pécheresses. Il est en partie reconstruit sous l'archevêque Jean de Talaru à la fin du quatorzième siècle, archevêque qui lui laisse un legs important. Une nouvelle église et un nouveau cloître sont bâtis. La communauté est également remplacée par des bénédictines. 
En 1482, l'archevêque de Lyon Charles de Bourbon condamne pour dépravation la communauté, l'expulse et en donne la direction au Chapitre Saint-Paul, qui semble ne pas s'en occuper et la laisser vide de patients. En 1533, l'Aumône générale décide de confier à la Chana les garçons orphelins, ce qui déplaît au Chapitre Saint-Paul. Ne payant pas leur cotisation à l'aumône générale pendant plusieurs années, le chapitre est contraint de céder l'établissement de la Chana à celle-ci en 1584. La situation sur place s'améliore. 